# Association Point de Contact
Pour les articles homonymes, voir AFPI.
Vous pouvez aider à l'améliorer ou bien discuter des problèmes sur sa page de discussion.
- Il ne s’appuie pas, ou pas assez, sur des sources secondaires ou tertiaires. (Marqué depuis septembre 2012)
- Il est à actualiser. Certains passages sont obsolètes ou annoncent des événements désormais passés. (Marqué depuis juin 2016)

- Archive Wikiwix
- Bing
- Cairn
- DuckDuckGo
- E. Universalis
- Gallica
- Google
- G. Books
- G. News
- G. Scholar
- Persée
- Qwant
- (zh) Baidu
- (ru) Yandex
- (wd) trouver des œuvres sur Wikidata

L'Association Point de Contact ou Point de Contact est une association professionnelle française créée en 1998, spécialisée dans la lutte contre les contenus illicites en ligne.

## Historique
L'AFPI (Association française des professionnels de l'Internet) a été créée le 22 février 1996. Elle indique avoir pour objet « de favoriser, promouvoir, développer les réflexions et les échanges entre les professionnels de l'Internet ayant une présence effective sur le marché français ».
L'AFA (Association des fournisseurs d'accès à des services en ligne et à internet) a été créée le 15 septembre 1997. Le 11 février 1999, l'AFPI fusionne avec l'AFA et devient l'Association des fournisseurs d'accès et de services internet (AFA) ,. Le 1er février 2016, l'AFA devient l'AFPI, l'Association française des prestataires de l'internet. Le 13 janvier 2018, l'AFPI devient l'Association Point de Contact. 
Selon Point de Contact, la France était en 2019 le troisième pays hébergeurs de contenus à caractère pédopornographique au monde. 
Le Monde indique que l'association est d'abord « une sous-partie du lobby français des fournisseurs d’accès à Internet, qui mutualisaient ainsi leur obligation légale de proposer un centre de signalement à leurs utilisateurs » : ce rôle de plateforme de signalement évolue ensuite, puisque l'association se spécialise dans la lutte contre les contenus pédopornographiques, tout en continuant de développer des missions sur d’autres sujets tels le harcèlement et la radicalisation en ligne. Elle reçoit en 2020 pour cette dernière mission, et pendant trois années une importante subvention du comité interministériel de prévention de la délinquance et de la radicalisation.
En 2024, des désaccords internes et un déficit menacent la pérennité de l'association.
En mars 2025, l'Autorité de régulation de la communication audiovisuelle et numérique (Arcom) désigne Point de Contact comme signaleur de confiance dans le cadre du Règlement sur les services numériques (RSN),.

## Membres et bureau
Point de Contact est constituée de fournisseurs de services intermédiaires et d'entreprises technologiques, organisés juridiquement sous forme de sociétés commerciales, opérant dans quatre secteurs d’activité principaux : l'hébergement, les plateformes en ligne, les moteurs de recherche et les technologies de sécurité.
En 2025, les membres de Point de Contact sont : Google, Meta, OVHcloud, Snapchat, TikTok, X, Yubo, Zepeto, Aeteos, Aleph Networks, Blue Efficience, INA, Limber Security, Verifrom, Videntifier et Yoti.
Ont été Présidents de Point de Contact : Christophe Sapet (1998-2000), Jean-Michel Soulier (2002-2004), Marie-Christine Levet (2004), Giuseppe de Martino (2005-2007), Daniel Fava, Richard Lalande (2009-2012), Alain Liberge (2012-2015), Anton'Maria Battesti (2015-2018), Jean-Christophe Le Toquin (2018-2024). L'actuel président est Mark Pohlmann, élu le 30 avril 2024.